# Ophiosemnotes
Ophiosemnotes is een geslacht van slangsterren uit de familie Ophiacanthidae.

## Soorten
- Ophiosemnotes brevispina (H.L. Clark, 1911)
- Ophiosemnotes diaphora (H.L. Clark, 1911)
- Ophiosemnotes pachybactra (H.L. Clark, 1911)
- Ophiosemnotes paucispina (H.L. Clark, 1911)
- Ophiosemnotes tylota (H.L. Clark, 1911)